# Рефлексивна гра як антиманіпуляція
Рефлексивна гра – це процес соціальної взаємодії, під час якої кожен з учасників гри здійснює рефлексивне управління іншими учасниками намагаючись реалізувати свою управлінську стратегію для формування власного варіанту соціальної дійсності. 

## Рефлексивна гра як тип соціальної взаємодії
Рефлексивна гра має відкритий тип. Під час рефлексивної гри правила, ролі встановлюються учасниками в процесі. На хід рефлексивної гри впливають особистісні якості учасників, їх інтереси, мета та ін.
Люди, які краще вміють управляти іншими, отримують перевагу в ході гри. З всіх видів рефлексивних ігор найбільш популярною є організаційно - діяльнісна гра, яку вперше використав Г.П.Щедровицький для вирішення соціальних задач.

## Типи рефлексивних ігор
Кожна з рефлексивних ігор має своє коло задач, які необхідно вирішити під час її проведення. 
Перший тип має таку задачу: створення умов для індивідуального зростання учасників. Ігри цього типу доцільно використовувати для професійної підготовки та перепідготовки людей, виявлення певних стереотипів поведінки учасників. 
Другий тип має наступну задачу: створення соціальної інновації для зміни соціальної системи. Вони можуть бути використані для реалізації управлінського консалтингу.

## Організація рефлексивної гри
Всі рефлексивні ігри мають певну жорстку структуру. Всі учасники гри мають велику свободу, яка окреслена встановленими рамками (наприклад, учасники гри не мають права переміщатися між групами, учасники не мають права перевищувати час для доповіді. Всі норм і правила гри відрізняються в залежності від методів і переваг організаторів та учасників рефлексивної гри.
Проект майбутньої рефлексивної гри створюється створюється командою ігротехніків, яких скеровує методолог. В процесі проектування команда ретельно опрацьовує інформацію, обирає теми, вирішує яким чином учасники будуть розподілятися на групи.

## Критичне мислення як ресурс рефлексивної гри
Критичне мислення є складним процесом творчого переосмислення понять та інформації. Воно здійснюється тільки за наявності рефлексивних процесів і є відповідальним. При критичному засвоєнні знань, отримана інформація аналізуються та систематизується, перевіряється її істинність та достовірність. Рівень критичності людини залежить не тільки від інтелектуальних знань, а й від її особистісних якостей. Критичність людини, по-перше, має бути спрямована на саму себе, аналізуючи свої можливості, якості, вчинки. 
Критичне мислення може бути розвинене лише за наявності впевненості у собі, активній участі у певних видах діяльності, поваги до думок інших людей.
При сприйнятті медіапродукції критичне мислення дозволяє створити власну думку стосовно медіатвору, сформувати своє ставлення до нього. 
Для розвитку у студентів критичного мислення в процесі навчання створюються певні проблемні ситуації, які необхідно розв’язати, використовуючи наявні теоретичні знання. В процесі цього студентами здійснюється усвідомлення проблеми, оцінка, узагальнення, висуваються гіпотези та приймається рішення. Особи починають відповідально ставитися до своєї діяльності, вчаться працювати у співробітництві з іншими людьми, прагнуть стати людиною яка навчається протягом всього життя, стають джерелом цінної та професійної інформації, вміють використовувати різноманітні методики у своїй роботі.
Технологія критичного мислення у сучасному інформаційно-комунікаційному просторі допомагає розв’язати велике коло задач. 
До них належать наступні:
інформаційної грамотності (здатність самостійно аналізувати, оцінювати та систематизувати отриману інформацію);
культури письма ( здатність до грамотного створення текстів у різноманітних жанрах);
соціальної компетентності (наявність відповідальності за отримані знання та вміння правильно обмінюватися інформацією);
освітньої мотивації (підвищення прагнення до знань, отримання нової інформації та її використання у практиці).